# 旺旺集團

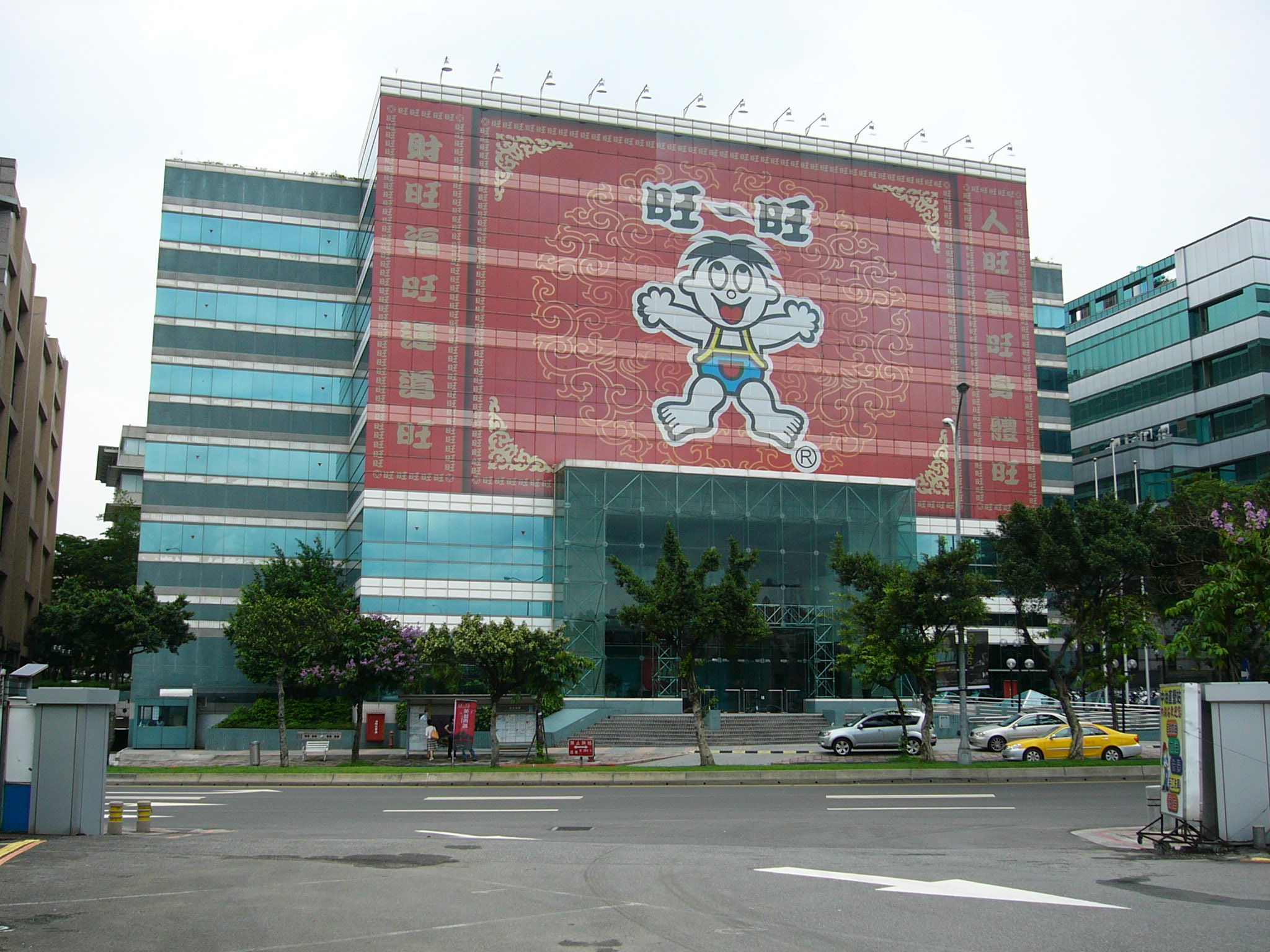
中天電視總部所在臺北市內湖區「時報廣場大樓」正面的旺仔。

旺旺食品股份有限公司（簡稱：旺旺食品，英語名稱：Want Want）以食品產銷為主要的旺旺集團，由蔡衍明所創立，之後進入中國大陸、香港、日本、馬來西亞和新加坡市場。目前旺旺集團的營運重心及主要獲利來源皆在中國大陸，僅中國大陸即開設有40家以上的分公司、110家以上的工廠。旺旺集團除了本業的食品產銷之外，且跨足媒體、保險、醫療、餐飲、農業、房地產等產業。集團2005年年營收超過新台幣226億元，2013年單僅集團旗下中國旺旺年營收就達17.34億美元（約526億新台幣）。

## 早期
旺旺集團源起位於台灣宜蘭縣冬山鄉的宜蘭食品工業股份有限公司。宜蘭食品成立於1962年，從事罐頭食品的代工與外銷，當時為蔡衍明父親蔡阿仕的朋友劉傳枝所經營，後交於蔡阿仕。
1976年，宜蘭食品經營權由蔡阿仕接手，年僅20歲而且學歷只有國中畢業、板橋高中肄業的蔡衍明自告奮勇參與公司的營運。隔年（1977年），蔡衍明即以總經理身份接掌宜蘭食品經營權。然而缺乏經驗與能力的蔡衍明不久便遇上大虧損，該公司推出的「浪味魷魚絲」造成公司慘賠新台幣1億元以上。
1979年，宜蘭食品開始藉由自創品牌「旺旺」及吉祥物「旺仔」，重新開拓台灣市場。之後因看好日本米菓有厚利可圖，而找上日本米菓大廠岩塚製菓代工，後來取得岩塚製菓技術授權。
當時蔡衍明為了新產品取名而困惱。他到台北縣石門鄉（今新北市石門區）乾華十八王公廟參拜時，看到神犬塑像時有了靈感，加上蔡本身為愛狗人士，便把狗的叫聲諧音「旺旺」取為米菓名與公司名，「旺旺仙貝」由此誕生。據蔡衍明在其Facebook帳戶上載，於1983年（民國72年）推出的第一支旺旺仙貝廣告所示，當初品牌的英文名稱為「One One」，後來才改為「Want Want」並沿用至今。目前宜蘭食品由蔡衍榮持續經營。

## 崛起
「旺旺仙貝」獲得極大的成功，廣告宣傳有效結合了台灣民間信仰的祭拜習慣，在台灣的市場佔有率一度高達95%，迫使老牌食品大廠統一與義美相繼退出競爭。1983年，商標定名為「旺旺」。並藉由台灣民間信仰結合的行銷手法，旺旺陸續推出的新產品如「旺仔牛奶糖」、「旺仔NO呸-薄菏嚼糖」、「浪味仙」、「雪の月」、「旺仔小饅頭」、「旺旺仙貝酥」、「旺仔雪餅」、「旺旺夾心酥捲」、「野川草莓派」、「旺旺煎豆子」、「旺仔米起司厚脆片」、「無聊派大米豆」等皆有不錯的成績；蔡衍明於是計畫將版圖向海外擴張，尤其是改革開放中的中國大陸。1989年，旺旺在中國大陸註冊「旺旺」商標，是第一個在大陸註冊商標的台商。1992年，蔡衍明捨棄競爭日趨激烈的大陸沿海省份，到湖南長沙設廠，成為湖南省第一家台資廠商，開始了旺旺在大陸的米菓生意。由於旺旺是中國大陸第一家米菓廠商，豐厚的利潤吸引了大批廠商跟進，造成毛利一路下滑；於是旺旺以擴大經濟規模的策略應戰，一方面極力壓低成本，一方面以低價逼退跟進者，最後不但穩住了戰局，也以高達85%的市場佔有率稱霸中國大陸。
1991年12月19日，旺旺成立「旺旺文教基金會」。
1996年，旺旺曾以「旺旺控股公司」名義，在新加坡股票交易所掛牌上市；但因交投反應不好，結果蔡衍明在2007年決定把公司私有化，撤回在新加坡的上市地位。
2007年，臺灣力霸集團發生金融事件力霸案，旺旺陸續開始購入該集團旗下公司的股份；以增資的方式入股力霸集團旗下的上市公司「友聯產物保險」，並更名為「旺旺友聯產物保險」。另外亦曾試圖以新臺幣30億元取得東森電視40.32%股權，成為其最大股東，但最終失敗。
2008年，旺旺再以「中國旺旺控股有限公司」（港交所：151）名義，轉在香港交易所上市，當時每股招股價為$3港元。

## 爭議

### 媒體事業所引發社會事件
2009年，旺旺集團跨足媒體產業，買下面臨鉅額虧損、擁有中國時報、工商時報、中國電視公司、中天電視等多家媒體的中國時報系，由於電子媒體經營權易手需經國家通訊傳播委員會審核，國家通訊傳播委員會雖然通過兩家電子媒體的董監變更案，但核准處分中包含要求董、監不得重複、設置獨立董事、獨立攝影棚等七項附款，引發違反依法行政的爭議，面對此一爭議旺旺集團強烈不滿並動用媒體反擊。民間團體如財團法人媒體觀察基金會，媒體改革學社表示，如旺旺不讓此案回歸公共領域進行理性討論，將發起「三拒三中」行動：拒看與拒聽三中媒體、拒買母公司旺旺集團的產品並拒絕到所屬的神旺飯店消費、拒絕承認三中媒體的新聞專業。
2009年6月9日，中國時報於頭版刊登廣告，針對被旺旺集團認定曾發表「汙衊」言論的「禍源」要求道歉，否則將採取法律行動。10日，共七名曾公開發言、投書或撰寫報導批評該集團的學者與記者陸續收到警告誹謗刑責與求償的存證信函，成為臺灣新聞傳播史上媒體意圖控告批評者的先例。傳播學界隨即發起連署譴責旺中，三天內，23校、超過150名學者抗議並要求該集團懸崖勒馬，不要殘害言論自由與新聞專業。這七位也發表共同聲明《感謝與不懼》，呼籲該集團停止對媒體新聞報導與編輯走向的不當干涉，尊重新聞工作者的專業意識與工作尊嚴。部份的部落客認為旺旺集團作為民營媒體卻以法律恫嚇方式打壓公共言論自由，發起「我也要旺旺的存證信函」活動串連。
2013年6月1日，壹傳媒公告壹電視賣給有「有線電視台三大霸主」之一外號的年代董事長練台生。
2019年6月23日，網路直播主、成吉思汗健身房館長陳之漢有感於遭受中時集團旗下媒體所施的壓力，以及其對反對逃犯條例修訂草案運動與該集團報導方向的分歧，有感於民主反被民主所傷而與時任立法委員的立法委員黃國昌共同發起「623反紅媒大遊行」。活動舉行於凱達格蘭大道，此民間自發活動的訴求為「拒絕紅色媒體、守護台灣民主」。中時新聞網則引用前中央社董事長陳國祥投書Yahoo論壇的文章，認為在言論自由的國家不應有媒體因為政治立場而被要求滾出台灣。
2020年11月18日，該集團旗下之中天新聞台換照受國家通訊傳播委員會 (NCC) 駁回，其執照止於12月11日。NCC的理由包括：屢次違規、內控與自律機制失靈、新聞製播遭受不當干擾及承諾無法落實，為該會自2006年成立以來首次對新聞台不予換照。

### 食品安全事件
- 2014年9月12日，宜蘭縣衛生局表示，宜蘭食品工業股份有限公司(旺旺集團子公司)所生產夾心酥捲香草、咖啡和草莓口味等9款商品，原料使用到強冠公司爆發的餿水油品，宜蘭食品第一時間發出新聞稿，表示已做預防性下架措施。[22]

### 次氯酸水紛爭事件
- 2020年4月19日，民進黨立委林淑芬透過 Facebook 表示「TFDA都說次氯酸水不能直接噴在人身上了」[23]，呼籲「衛福部要不要管一管」[24]。同天，民進黨立委吳玉琴與綠黨新竹縣議員余筱菁共同招開記者會表示「水神，只能用來擦窗戶，千萬不要喝下肚，隱藏在礦泉水瓶中的抗菌液」，出席的「旺旺集團台北水神事業部」總經理高雅鈴抗議此說法，以「直接喝下」證明食用沒有任何食安問題[25]。
- 2020年5月1日，醫師詹富盛表示，次氯酸水在醫界使用已久，美國FDA甚至核准作為眼藥水，雖然不建議飲用要是誤食也不用擔心，更表示次氯酸在日本使用超過30年，更是公告的合法添加物[26]。
- 2020年5月10日，因水神的廣告則是因內容涉及醫療相關功能，受民眾檢舉且中央交辦的台北市政府因此依法裁罰66萬元 [27]。
- 2020年5月11日，衛生福利部部長陳時中在防疫例行記者會表示，該產品不是醫療器材，但其官網寫「10秒有效抗菌百分之百」，且又將疾病跟細菌做連結，已經違法宣稱抗菌效果，若有抗菌效果，就應該有效能、安全驗證過後才可以。[28]。
- 2020年5月12日，陳時中在防疫例行記者會中被問到「次氯酸水到底能不能噴手？如果不行為何八仙塵爆用次氯酸水消毒清潔傷口？如果不行為何衛福部106年還核發許可證？」時改口，稱「不是禁止，只是不建議[29]。」

## 旗下企業
- 湖南旺旺医院[30]
- 旺旺友聯產物保險
- 宜蘭食品工業股份有限公司
- 神旺大飯店
- 旺普貿易公司
- 雲仙樂園
- 澎湖福朋喜來登酒店

### 中國旺旺
| - 中國時報 - 工商時報 - 時報周刊（1978年創刊，2007年3月改版） - 愛女生雜誌（2000年創刊） - 周刊王（2013年8月公司成立，2014年4月16日週三創刊發行至今) - 商訊文化事業股份有限公司 《工商時報》百分之百轉投資子公司。 - 旺報（2009年創刊） | - 中天電視 - 中國電視公司（臺證所：9928） | - 時報資訊股份有限公司（1989年成立） - 中時電子報（1995年成立） - 中時健康網（2008年成立，2015年更名為「NOW健康」） - 旺e報（2010年成立） - Ctwant（2019年成立） |

| - 財團法人中視慈善愛心基金會（簡稱：中視愛心基金會） - 財團法人蔡衍明愛心基金會 - 旺旺文教基金會 - 旺台兩岸互信基金會 - 仕招社會福利慈善事業基金會 - 中國旺基金會 |